# Cestrum mononeurum
Cestrum mononeurum là loài thực vật có hoa trong họ Cà. Loài này được Urb. & Ekman mô tả khoa học đầu tiên năm 1927.